# Kemerovó-lakótelep
A Kemerovó-lakótelep Salgótarján egyik lakótelepe, a belvárostól északra, a 21-es főúttól nyugatra. Az 1960-as években építették a József-akna meddőhányójára a Nógrád Megyei Állami Építőipari Vállalat (NÁÉV) tervei alapján. Két részből áll: Az ún. "nagykörútból" és az ún. "kiskörútból". Utóbbi egy északi irányú kisebb méretű toldása a lakótelepnek.
A lakótelep az oroszországi Kemerovo városáról kapta a nevét, mellyel Salgótarján testvérvárosi kapcsolatot ápolt. Viszonzásként Kemerovóban több salgótarjáni vonatkozású névadás is történt: egyik lakótelepét Salgótarjánról, egyik utcáját (Ноградская улица) és egy szupermarketet Nógrád megyéről nevezték el, a helyi óvoda a „Tavaszocska” nevet kapta (Детский сад № 215 "Тавосочка"); sőt, 1980. november 5-én a testvérvárosi kapcsolatra utaló emlékművet is avattak Kemerovóban. A lakótelepen Kemerovóval kötött testvérvárosi kapcsolat jelképeként 1985-ben avatták fel a Kiss István által készített, szökőkútként üzemelő térplasztikát, amely egy pitypangot formáz. A pitypang végein ötágú csillagok jelennek meg, ezzel is jelképezve az akkori kor szellemét. A szökőkút állapota ma már eléggé megviselt, helyzetén a rongálók is tovább rontanak.
A lakótelep egy körútból (névadója Fáy András) és egy kis összekötő útból áll. Az utóbbi úton át lehet megközelíteni a városrészt. Tömegközlekedés tekintetében a 7-es, a 7A, a 7B, a 7C és a 27A jelzésű buszjáratokkal. A lakótelepen működött a Lívia Csokoládégyár Kft. amely a korábbi "piros iskola" épületében működött. Az épület 2011. október 15-re virradóra leégett.

## További képek

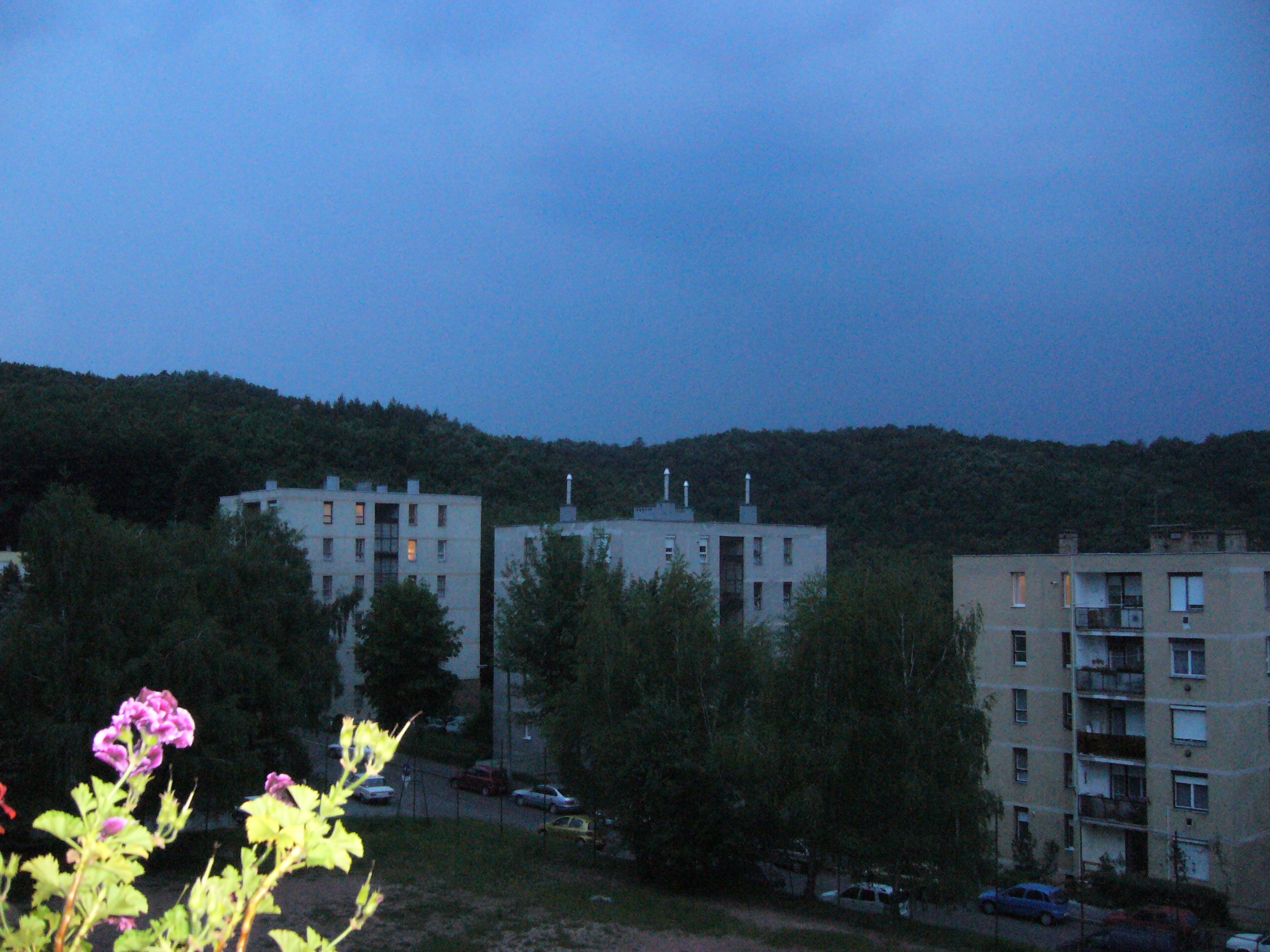
Vihar a lakótelep fölött
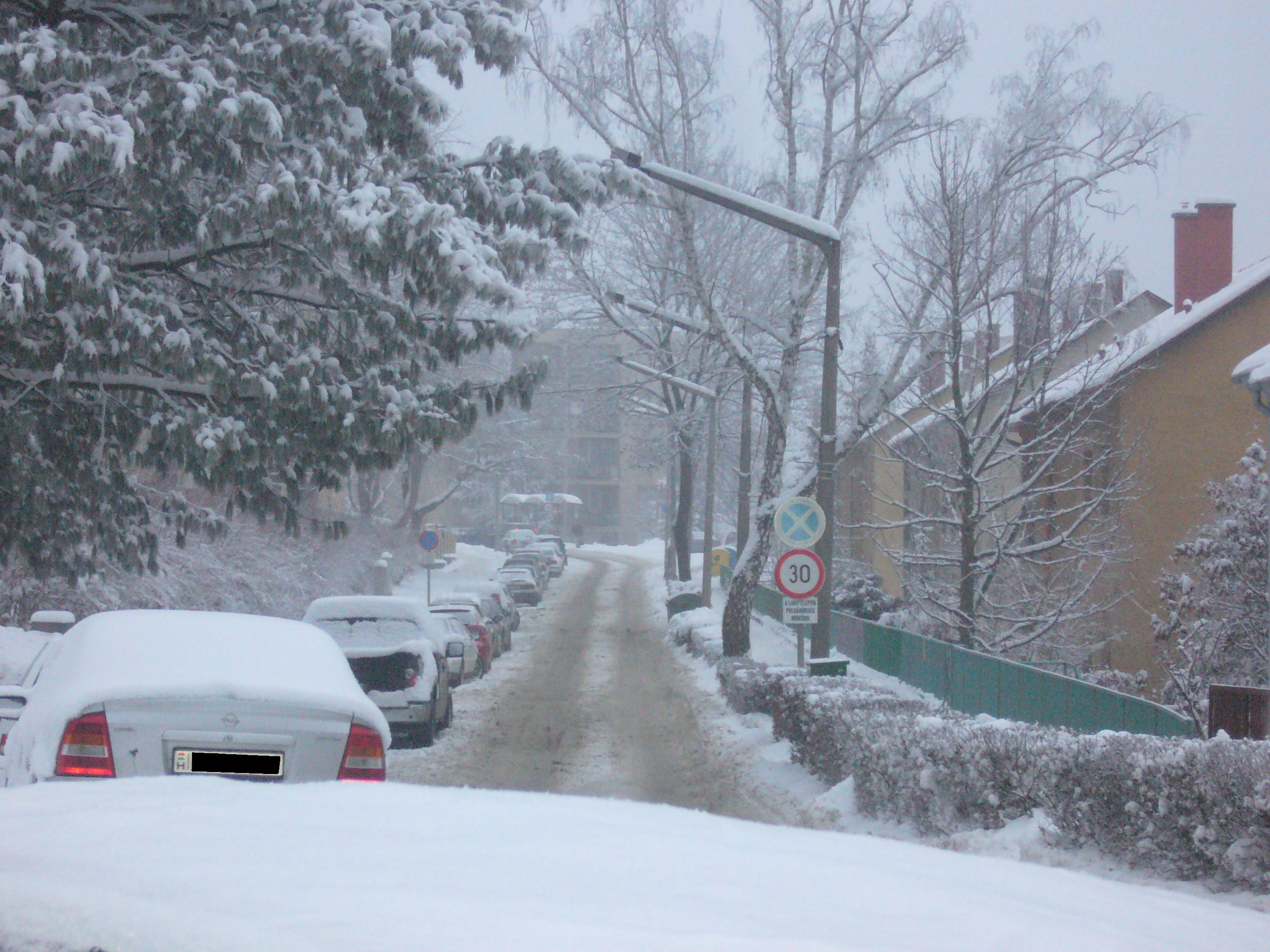
Téli kép a Fáy András körútról
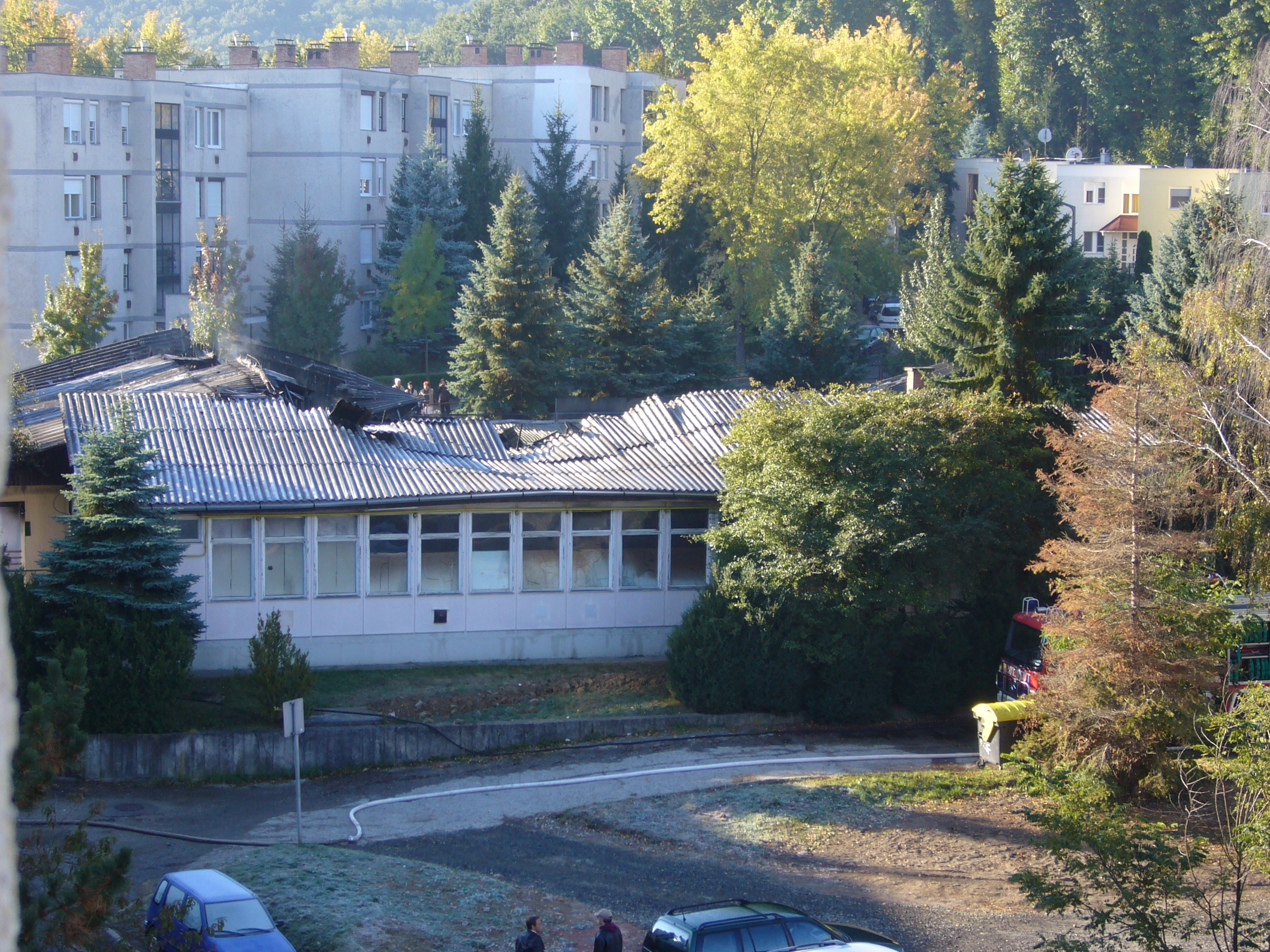
A leégett csokigyár a tűzeset másnapján